# فانغودي
فانغودي (بالإنجليزية: Vangudi)‏ هي منطقة سكنية تقع في الهند في ضاحية أريلور. يقدر عدد سكانها بـ 4,795 نسمة .